# Issao
Issao est une localité située dans le département de Namissiguima de la province du Sanmatenga dans la région Centre-Nord au Burkina Faso. 

## Géographie
Constitué de centres d'habitation isolés, Issao se trouve à 7 km au nord de Namissiguima, le chef-lieu du département, à environ 40 km au nord-ouest de Barsalogho, à 40 km au nord-est de Kongoussi et à environ 80 km au nord-ouest de Kaya, la capitale régionale.

## Économie
L'économie du village est exclusivement basée sur l'agro-pastoralisme.

## Éducation et santé
Le centre de soins le plus proche de Issao est le centre de santé et de promotion sociale (CSPS) de Namissiguima tandis que le centre médical avec antenne chirurgicale (CMA) de la province se trouve à Barsalogho et que le centre hospitalier régional (CHR) est à Kaya. 
Issao possède un centre d'alphabétisation.